# Jibong yuseol

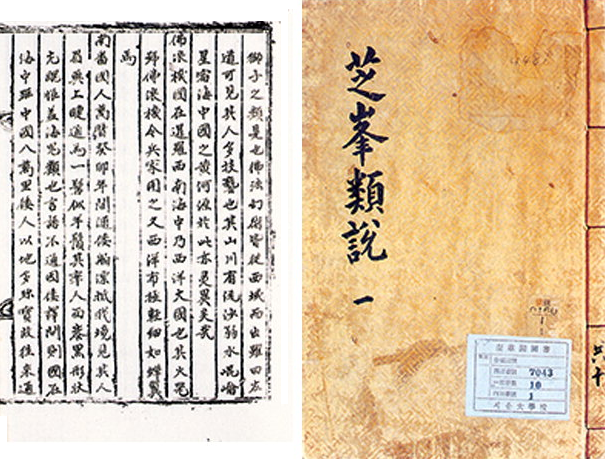
Jibong yuseol, Band 1

Jibong yuseol (original 芝峰類說, auch Chibong yusŏl; wörtl. ‚Geordnete Erklärungen von Jibong’) ist die erste koreanische Enzyklopädie. Sie wurde im Jahr 1614 während der Herrschaft des Königs Gwanghaegun durch den Gelehrten und Offizier Yi Su-gwang (李睟光, 1563–1628) unter dessen Autorennamen Jibong publiziert.

## Geschichte und Beschreibung
Nach dem Zusammenbruch der Invasion Koreas (1592–1598) durch den japanischen Feldherren Toyotomi Hideyoshi diente Yi Su-gwang als Gesandter der Joseon-Dynastie am Hofe der chinesischen Ming-Dynastie. Zu dieser Zeit lebten europäische Jesuiten in Peking, die in vielerlei Funktionen einflussreiche Positionen errungen hatten. Yi entwickelte ein starkes Interesse am Westen und erwarb einige chinesische Bücher, die der italienische Priester Matteo Ricci geschrieben hatte. Dies waren die ersten Werke europäischer Autoren, die nach Korea gelangten. Yi unternahm mehrere Reisen nach China, wo er unter anderem Gesandten aus Thailand, Vietnam und dem Königreich Ryukyu (heute die japanische Präfektur Okinawa) begegnete.
Nach der Rückkehr fasste er seine Informationen zu einer zwanzigbändigen Enzyklopädie mit 3435 Stichwörtern zusammen. Ein Großteil der Artikel bezieht sich auf China und Korea. Yi macht aber auch Angaben zu Japan, Vietnam, Thailand, zu einer Landkarte Europas (Gurapaguk yeojido), zu westlichen Waffen und Speisen. Außerdem schreibt er unter Nutzung des von den Jesuiten erworbenen Wissens über Sonnen- und Mondfinsternisse, Sterne, Wind, Wolken, Regen, Schnee, Donner, Ebbe und Flut und nicht zuletzt über die Natur des Christentums. Dazu kamen Artikel über chinesische Klassiker, Tiere, Insekten, Pflanzen und frühere koreanische Dynastien. Diese Pionierarbeit markiert den Beginn des ‚Praktischen Lernens’ (Silhak /Sirhak, 實學; auch ‚Substanzielles Lernen’) mit einer Betonung naturkundlicher und technischer Disziplinen als Reaktion auf die starken metaphysischen Züge des Neokonfuzianismus, der mit dem raschen Wandel des Landes nicht Schritt halten konnte. Der Text ist in chinesischer Schriftsprache geschrieben, die in Ostasien eine ähnliche Rolle spielte wie das Latein in Europa.

## Inhaltsverzeichnis
| Band | chines./kor. Titel       | Inhalt |
| ---- | ------------------------ | --- |
| 1    | 天文部 / 時令部 / 災異部 | Himmelserscheinungen (Sonne, Mond, Sterne, Wind, Wolken, Regen, Schnee, Regenbogen, Blitz, Feuer) / Zeit (Tages-, Jahreszeiten, Tag, Nacht) / Desaster, Anomalitäten |
| 2    | 地理部 / 諸國部          | Geographie (Erde, Berge, Wässer, Meer, Inseln, Brunnen, Felder) / einige Länder (Korea, Ausland, Hauptstädte, Landkreise, Dörfer, Regionalbräuche, Straßen)          |
| 3    | 君道部 / 兵政部,         | Herrscher und Herrschaft / Militärpolitik |
| 4    | 官職部                   | Ämterwesen |
| 5    | 儒道部 / 經書部一        | Konfuzianismus / Klassisches Schrifttum 1 |
| 6    | 經書部二                 | klassisches Schrifttum 2 |
| 7    | 經書部三 / 文字部        | klassisches Schrifttum 3 / Schrift(zeichen) |
| 8    | 文章部一                 | Texte, Schreibweise, Stil 1 |
| 9    | 文章部二                 | Texte, Schreibweise, Stil 2 |
| 10   | 文章部三                 | Texte, Schreibweise, Stil 3 |
| 11   | 文章部四                 | Texte, Schreibweise, Stil 4 |
| 12   | 文章部五                 | Texte, Schreibweise, Stil 5 |
| 13   | 文章部六                 | Texte, Schreibweise, Stil 6 |
| 14   | 文章部七                 | Texte, Schreibweise, Stil 7 |
| 15   | 人物部 / 性行部 / 身形部 | Mensch / menschliche Eigenschaften / Körper, Gestalt |
| 16   | 言語部                   | Sprache |
| 17   | 人事部 / 雜事部          | menschliches Leben und Lebenswandel / Diverses |
| 18   | 技藝部 / 外道部          | Künste / anderer Lebenswandel |
| 19   | 宮室部 / 服用部 / 食物部 | Höfisches / Kleidung / Nahrung |
| 20   | 卉木部 / 禽蟲部          | Pflanzen / Tiere |